# Церковь Святого Иосифа (Душанбе)
Церковь Святого Иосифа — католическая церковь, находящаяся в городе Душанбе, Таджикистан. Расположена по адресу ул. Титова, проезд 21, д. 10, рядом с городским аэропортом.

## История
В 1974 году в Душанбе был открыт католический храм Святого Иосифа. Прихожанами храма являются представители разных национальностей, включая немцев, литовцев, русских и таджиков. Это, в основном, потомки семей, которые были депортированы из западных регионов СССР и Поволжья в 1930-х и 1940-х годах.
Община католического храма значительно сократилась после распада Советского Союза и в связи с гражданской войной в Таджикистане.
В 1997 году папа Иоанн Павел II создал миссию sui iuris для страны под управлением Института воплощённого слова Аргентины. Институт отправил священников из Южной Америки в Таджикистан. 
В 2003 году Церковь открыла центр и столовую в Душанбе для бездомных детей.
Служение в храме для небольшой католической общины ведётся на русском и английском языках. Оно следует римскому обряду и является частью миссии sui iuris в Таджикистане. Является одним из двух приходов католической церкви в стране.